# 可可托海水电站
可可托海水电站位于中国新疆维吾尔自治区阿勒泰地区富蕴县铁买克乡海子口村西北额尔齐斯河畔，有一座位于地下136米的水电站。可可托海水电站是20世纪50年代为解决可可托海矿区用电紧张而建，于1958年开工建设，1966年竣工，次年投入使用，总装机容量1.9万千瓦。
可可托海水电站水能来源于可可托海水库。水库原来是额尔齐斯河源流库依尔特斯河和喀依尔特斯河交汇处的山区小湖－伊雷木湖，后筑坝形成现在的可可托海水库。水库大坝由非溢流坝段和五孔溢流坝组成，坝长164米，高20.8米，总库容1.13亿立方米。